# Nesticus yamato
Nesticus yamato är en spindelart som beskrevs av Takeo Yaginuma 1979. Nesticus yamato ingår i släktet Nesticus och familjen grottspindlar. Inga underarter finns listade i Catalogue of Life.